# Йелеч
Йелеч (на сръбски: Јелеч) е средновековна крепост в Сърбия, днес в развалини.
Разположена е в планината Рогозна, недалеч от Нови пазар. Построена е през XII век и се споменава неколкократно в източници от XIV век. Другото ѝ име е Еленин град, заради това че е служел за убежище на двореца на кралица Елена Ангелина, намирал се над село Бърняк, днес в Косово. 